# Songbook (álbum)
Songbook es un álbum acústico en vivo del músico estadounidense Chris Cornell, publicado el 21 de noviembre de 2011. El álbum incluye canciones tocadas durante la gira Songbook Tour, una gira acústica que tuvo lugar durante marzo y mayo de 2011 en los Estados Unidos.
El álbum incluye material de la carrera solista de Cornell, canciones de Soundgarden, canciones de Audioslave, canciones de Temple of the Dog y las versiones de "Thank You" de Led Zeppelin e "Imagine" de John Lennon. El disco debutó en la posición No. 69 de la lista Billboard 200.

## Lista de canciones
1. «As Hope and Promise Fade» - 3:47
2. «Scar on the Sky» - 3:40
3. «Call Me a Dog» - 4:51
4. «Ground Zero» - 2:58
5. «Can't Change Me» - 4:18
6. «I Am the Highway» - 4:56
7. «Thank You» - 4:48
8. «Cleaning My Gun» - 5:18
9. «Wide Awake» - 3:33
10. «Fell on Black Days» - 5:05
11. «All Night Thing» - 3:25
12. «Doesn't Remind Me» - 4:08
13. «Like a Stone» - 4:04
14. «Black Hole Sun» - 4:37
15. «Imagine» - 4:06
16. «The Keeper» - 3:59